# Marisa Mell
Marisa Mell pe numele adevărat Marlies Theres Moitzi (n. 24 februarie 1939, Graz, Germania Nazistă – d. 16 mai 1992, Viena, Austria) a fost o actriță de film austriacă, a cărei mare parte din carieră a fost petrecută în cinematografia italiană. Printre cele mai cunoscute filme ale sale se numără Ultima cavalcadă spre Santa Cruz (1964), Masquerade (1965), Ce noapte, băieți! 1966 și Diabolik (1968).

## Biografie
Mell a crescut în Graz ca Marlies Theres Moitzi. A fost entuziasmată de teatru de la o vârstă fragedă. A urmat școala de teatru din Graz și apoi Seminarul Max Reinhardt din Viena. Clasa ei le-a inclus de asemenea pe Erika Pluhar, Heidelinde Weis și Senta Berger. Pentru că și-a dorit să aibă succes la nivel internațional, și-a schimbat numele în Marisa Mell. După ce a terminat școala de teatru, s-a căsătorit cu elvețianul Henri Tucci. Căsătoria a durat doar patru ani. 
Mell a avut primul succes internațional în 1963 în filmul French Dressing regizat de Ken Russell. În același an, ea a suferit răni grave ale feței într-un accident de automobil.
Producătorul  italian Dino de Laurentiis a distribuit-o în adaptarea filmului de benzi desenate în 1967 Pericol: Diabolik! în rolul protagonistei feminine Eva Kant pe Mell, care a jucat alături de John Phillip Law în filmul de aventuri. Regizorul Mario Bava a fost inspirat de succesul filmului James Bond 007 – Mingea de foc din 1965 și este considerat acum un pionier al artei pop în cinema. Mell a fost prezentată în costume extrem de revelatoare și în scene nud ca o „ispititoare” blondă. Totuși, filmul turnat în Roma și în împrejurimile ei, a avut doar un succes moderat în întreaga lume, dar acum este considerat un „cult” de către fanii cinematografiei anilor 1960.
În 1968 a obținut rolul principal în musicalul Mata Hari, produs de David Merrick și Vincente Minnelli. Cu toate acestea, succesul planificat de la Broadway a fost anulat după avanpremiera sa la Washington, D.C. anulat ca un flop absolut și nu a ajuns niciodată la New York. Colega Marisei, Senta Berger, a respins anterior rolul Matei Hari.
Mell s-a întors la Roma și a făcut filme cu Marcello Mastroianni și Antonio Sabàto. În 1971, a jucat alături de Uschi Glas și Petra Schürmann în ultimul film de Edgar Wallace, Sette orchidee macchiate di rosso, care a avut un succes moderat. În 1977, a apărut alături de Tony Curtis în Casanova & Co.
Pe 26 noiembrie 1977, a născut la Roma singurul ei copil, o fiică pe nume Louisa Erika. Născuta prematur a murit în aceeași zi; Mell nu a dezvăluit identitatea tatălui.
În timpul carierei sale, Mell a fost folosită mai ales ca „femme fatale” și frumusețe de film, un timp fiind faimoasă în lume. Dar talentul ei de actorie a fost rareori prezentat în rolurile ei. De-a lungul timpului, ofertele de film au scăzut și Mell a sărăcit. S-a mutat înapoi la Viena și în ultimii ani ai vieții a jucat sporadic în teatru. În 1990 și-a publicat autobiografia Coverlove. Colega ei din studenție și prietenă Erika Pluhar a scris și o carte despre Mell după moartea ei: Marisa. Flashback-uri ale unei prietenii. Prima biografie detaliată a fost publicată în 2013 sub titlul Die Feuerblume (Floarea de foc).
A decedat de cancer esofagian în 1992, la vârsta de 53 de ani și a fost înmormântată în cimitirul parohial Kahlenbergerdorf din Viena. În 2000, Marisa-Mell-Gasse din Viena-Liesing a primit numele ei.

## Filmografie selectivă
- 1959 Ragazze per l'oriente (Das Nachtlokal zum Silbermond), regia Wolfgang Glück
- 1960 Bravul soldat Svejk (Der brave Soldat Schwejk), regia Axel von Ambesser
- 1962 L'enigma dell'orchidea rossa (Das Rätsel der roten Orchidee), regia Helmut Ashley
- 1964 French Dressing, regia Ken Russell
- 1964 Ultima cavalcadă spre Santa Cruz (Der letzte Ritt nach Santa Cruz), regia Rolf Olsen
- 1965 Masquerade (Masquerade), regia Basil Dearden
- 1965 Casanova '70, regia Mario Monicelli
- 1965 Danger - Dimensione morte (Train d'enfer), regia Gilles Grangier
- 1966 Obiettivo 500 milioni, regia Pierre Schoendoerffer
- 1966 New York chiama Superdrago, regia Giorgio Ferroni
- 1966 Ce noapte, băieți! (Che notte, ragazzi!), regia Giorgio Capitani
- 1967 Le dolci signore, regia Luigi Zampa
- 1968 Diabolik, regia Mario Bava
- 1968 Cascadorul (Stuntman), regia Marcello Baldi
- 1969 Una sull'altra, regia Lucio Fulci
- 1970 Senza via d'uscita, regia Piero Sciumè
- 1970 L'intreccio, regia Pierre Chenal
- 1971 ...dopo di che, uccide il maschio e lo divora (Marta), regia José Antonio Nieves Conde
- 1971 Nel buio del terrore, regia José Antonio Nieves Conde
- 1972 Das Rätsel des silbernen Halbmonds (Sette orchidee macchiate di rosso), regia Umberto Lenzi
- 1972 Tutti fratelli nel west... per parte di padre, regia Sergio Grieco
- 1972 Amico, stammi lontano almeno un palmo, regia Michele Lupo
- 1972 Sette orchidee macchiate di rosso, regia Umberto Lenzi
- 1972 Doppia coppia con regina, regia Julio Buchs
- 1973 Milano rovente, regia Umberto Lenzi
- 1973 Bella, ricca, lieve difetto fisico, cerca anima gemella, regia Nando Cicero
- 1975 Mahogany, regia Berry Gordy
- 1975 La moglie giovane, regia Giovanni D'Eramo
- 1976 Amori, letti e tradimenti, regia Alfonso Brescia
- 1976 Taxi Love, servizio per signora, regia Sergio Bergonzelli
- 1977 La belva col mitra, regia Sergio Grieco
- 1978 L'osceno desiderio, regia Giulio Petroni
- 1979 Un'ombra nell'ombra, regia Pier Carpi
- 1980 I guerrieri del terrore (Traficantes de pánico), regia René Cardona Jr.
- 1980 La liceale al mare con l'amica di papà, regia Marino Girolami
- 1980 La compagna di viaggio, regia Ferdinando Baldi
- 1980 Peccati a Venezia, regia Amasi Damiani
- 1981 La dottoressa preferisce i marinai, regia Michele Massimo Tarantini
- 1983 Corpi nudi, regia Joseph Mallory (Amasi Damiani)
- 1991 Sensazioni d'amore, regia Ninì Grassia
- 1991 I Love Vienna, regia Houchang Allahyari